# Nanlo Bamba
Nanlo Bamba, né le 15 décembre 1916 à Bouaké, mort et enterré à Niakara en 1980, est un magistrat et homme politique ivoirien, plusieurs fois ministre sous la présidence de Félix Houphouët-Boigny.

## Formation
Né le 15 novembre 1916 à Bouaké, au sein d'une famille Tagbana, Nanlo Bamba est scolarisé à Beoumi, puis Bouaké et Bingerville, avant de poursuivre ses études à l'École normale William-Ponty au Sénégal. Il termine ses études en droit à Paris.

## Carrière administrative
Nanlo Bamba commence sa carrière au sein de l'administration coloniale, en 1936, au Bureau des finances d'Abidjan. Puis en 1947, il est nommé au ministère de la France d'Outre-Mer à Paris, où il reste jusqu'en 1951. L'année suivante, il devient directeur de la direction locale des finances à Abidjan. En 1954, il est muté à Cotonou, au Dahomey (aujourd'hui Bénin), en tant que procureur adjoint, avant de revenir l'année suivante en Côte d'Ivoire à Bondoukou comme juge de paix (juge de proximité et de conciliation). En 1956, il retourne à Paris pour poursuivre deux années de formation à l'École nationale de la France d'outre-mer, dont il est diplômé en 1958. En 1959, il est nommé procureur général adjoint à Bouaké, puis est promu juge d'instruction à Abidjan. La même année, il devient chef de cabinet de Félix Houphouët-Boigny alors premier ministre. De 1960 à 1961, il est nommé directeur de la police nationale. En août 1961, il devient directeur adjoint du cabinet du président Houphouët-Boigny.

## Au gouvernement
Membre du comité directeur du Parti démocratique de Côte d'Ivoire (PDCI) depuis 1958, Nanlo Bamba entre au gouvernement le 15 février 1963, comme garde des Sceaux et ministre de la Justice. Reconduit dans ses fonctions au sein du troisième gouvernement Houphouët-Boigny, il est remplacé par Camille Alliali le 21 janvier 1966 et devient ministre de l'intérieur au sein du quatrième gouvernement Houphouët-Boigny. Reconduit, il officie à ce poste pendant plus de 8 ans, avant d'être remplacé par Gaston Ouassénan Koné en juillet 1974. Nanlo Bamba est alors nommé ministre des Eaux et Forêts, jusqu'en mars 1976 lorsque Koffi Attobra lui succède. Nanlo Bamba est nommé ministre d'État dans le 9e gouvernement Houphouët-Boigny, il occupe le poste jusqu'à on décès en 1980. Il est inhumé à Niakara, commune de la vallée du Bandama.

## Hommages
- Un regroupement de trois école de Niakara est nommé en son honneur groupe scolaire Nanlo Bamba[5].
- Un collège privé à Korhogo porte son nom.